# Conflicto de Kordofán del Sur y del Nilo Azul
El conflicto sudanés en Kordofán del Sur y Nilo Azul fue un conflicto armado en los estados sureños de Kordofán del Sur y Nilo Azul entre el Ejército de Sudán (SAF) y el Movimiento de Liberación del Pueblo de Sudán-Norte (SPLM-N), un afiliado del norte de Sudán. Movimiento Popular de Liberación (SPLM) en Sudán del Sur. Después de algunos años de relativa calma tras el acuerdo de 2005 que puso fin a la segunda guerra civil sudanesa entre el gobierno sudanés y los rebeldes del SPLM, los combates estallaron de nuevo en el período previo a la independencia de Sudán del Sur el 9 de julio de 2011, comenzando en Kordofán del Sur el 5 de junio. y extendiéndose al vecino estado del Nilo Azul en septiembre. El SPLM-N, escindido del SPLM recién independizado, tomó las armas contra la inclusión de los dos estados del sur en Sudán sin consulta popular y contra la falta de elecciones democráticas. El conflicto está entrelazado con la Guerra de Darfur, ya que en noviembre de 2011 el SPLM-N estableció una alianza flexible con los rebeldes de Darfur, denominada Frente Revolucionario de Sudán (SRF).
Con el derrocamiento de al-Bashir en abril de 2019 luego de meses de protestas, el SRF anunció un alto el fuego de tres meses, con la esperanza de facilitar una transición sudanesa a la democracia. Esto llevó al comienzo de las negociaciones de paz entre los rebeldes y el nuevo gobierno interino. El proceso de paz sudanés se formalizó con el Proyecto de Declaración Constitucional de agosto de 2019, firmado por representantes militares y civiles durante la revolución sudanesa, que exige que se llegue a un acuerdo de paz en Kordofán del Sur y el Nilo Azul (y en Darfur) dentro de los primeros seis meses del período de transición de 39 meses a un gobierno civil democrático. El 31 de agosto de 2020, se firmó un acuerdo de paz integral en Juba, Sudán del Sur, entre el gobierno de transición de Sudán y el Frente Revolucionario de Sudán. El Movimiento de Liberación del Pueblo de Sudán-Norte dirigido por Abdelaziz al-Hilu y el Movimiento/Ejército de Liberación de Sudán dirigido por Abdul Wahid al Nur se negaron a firmar el acuerdo.
Se llegó a un acuerdo entre el gobierno de transición y la facción rebelde SPLM-North al-Hilu el 3 de septiembre de 2020 en Addis Abeba para separar la religión y el estado y no discriminar el origen étnico de nadie para garantizar la igualdad de trato de todos los ciudadanos de Sudán. La declaración de principios establecía que 

“Sudán es una sociedad multirracial, multiétnica, multirreligiosa y multicultural. Debe afirmarse el pleno reconocimiento y acomodación de estas diversidades. (...) El Estado no establecerá una religión oficial. Ningún ciudadano será discriminado por su religión”.

## Acontecimientos
El 21 de mayo de 2011, el ejército sudanés tomó el área de Abyei con tanques, lo que obligó a las tropas del SPLA de Sudán del Sur a retirarse. La Fuerza Aérea del Norte también bombardeó varios pueblos de la región, incluidos Todach y Tagalei. El Norte justificó sus acciones acusando al SPLA de atacar un convoy de tropas del Norte y fuerzas de paz de la ONU el 19 de mayo, lo que el primero negó. El 22 de mayo de 2011, Jartum anunció la captura de la región de Abyei y, según el ministro de Estado Amin Hassan Omar, declaró su voluntad de eliminar los "grupos armados del sur". El Consejo de Seguridad de la ONU hizo un llamamiento al Norte para que retirara sus tropas de la región en disputa, a lo que Jartum se negó. Miles de civiles huyeron de los combates; Según la ONU, se reportaron saqueos e incendios provocados. El 23 de mayo de 2011, Sudán del Sur respondió acusando al Norte de provocar una nueva guerra civil. Al día siguiente, el presidente de Sudán, Omar al-Bashir, confirmó en un discurso en Jartum que Abyei forma parte del norte de Sudán.
El 25 de mayo de 2011, el secretario general de la ONU, Ban Ki-moon, propuso una fuerza de mantenimiento de la paz de 7.000 efectivos para Sudán, el mismo día, cuatro helicópteros de la ONU fueron atacados en Abyei, probablemente por tropas del norte. Al día siguiente, Salva Kiir Mayardit confirmó que no había una nueva guerra por el control de esta disputada región. El 28 de mayo de 2011, el ejército de Sudán del Norte anunció el fin de sus hostilidades en la región. El 31 de mayo de 2011, las dos partes aceptaron una zona desmilitarizada compatible con la Unión Africana, y Etiopía estaba lista para enviar tropas para mantener la paz si fuera necesario y deseado por ambas partes. El 5 de junio de 2011 se reanudaron los combates con varios muertos, especialmente en la aldea de Umm Dorain, lo que provocó la huida de la población civil. El 8 de junio de 2011, Sudán del Sur pidió un alto el fuego y también acusó al norte de atacar una aldea en Unity el 10 de junio de 2011.
El 11 de junio de 2011, Jartum aceptó las negociaciones de paz con el Sur sobre la región de Abyei. Aunque todavía se planeó un alto el fuego, los combates continuaron, especialmente en Kordofán del Sur. El 12 de junio de 2011, Jartum acordó retirar sus tropas antes del 9 de julio, fecha prevista para la independencia de Sudán del Sur.   A continuación, el SPLA acusó a Sudán de nuevos bombardeos en su territorio utilizando MiG-23 y Antonovs. También el mismo día, los dos campos aceptaron una zona desmilitarizada en Abyei y el envío de fuerzas de paz etíopes bajo la égida de la Unión Africana.
Según un portavoz del SPLA, el 14 de junio la milicia local del sur mató a siete sudaneses y 22 civiles cerca de la región de Abyei. El presidente de los Estados Unidos, Barack Obama, pidió un alto el fuego de ambos lados, afirmando que "no hay una solución militar" y acusando al Norte de provocar el conflicto. El 19 de junio de 2011, cuando se intensificaron las hostilidades, Jartum envió refuerzos a Kordofán del Sur, incluidos numerosos vehículos blindados. Además, el ejército sudanés también había atacado a los rebeldes del Ejército de Liberación de Sudán (SLA) en Darfur, matando a 27 personas, incluidos 19 civiles, según un portavoz de los rebeldes..
El 20 de junio de 2011, ambas partes acordaron desmilitarizar la zona en disputa de Abyei y enviar tropas etíopes a misiones de mantenimiento de la paz bajo la égida de las Naciones Unidas, poniendo así fin al conflicto. Esta Fuerza Provisional de Seguridad de las Naciones Unidas para Abyei (UNISFA) se desplegó en julio. Sin embargo, a principios de noviembre de 2011, Sudán aún no había retirado sus tropas de la zona. Unos 100.000 ngok-dinka huyeron a las zonas vecinas de Sudán del Sur como resultado de los combates. A partir de abril de 2012, solo unos pocos miles habían regresado y la mayoría de estas personas desplazadas permanecen en Sudán del Sur en condiciones precarias..